# Protectorat de l'Ouganda
1894–1962
Entités suivantes :
- Ouganda (royaume du Commonwealth)

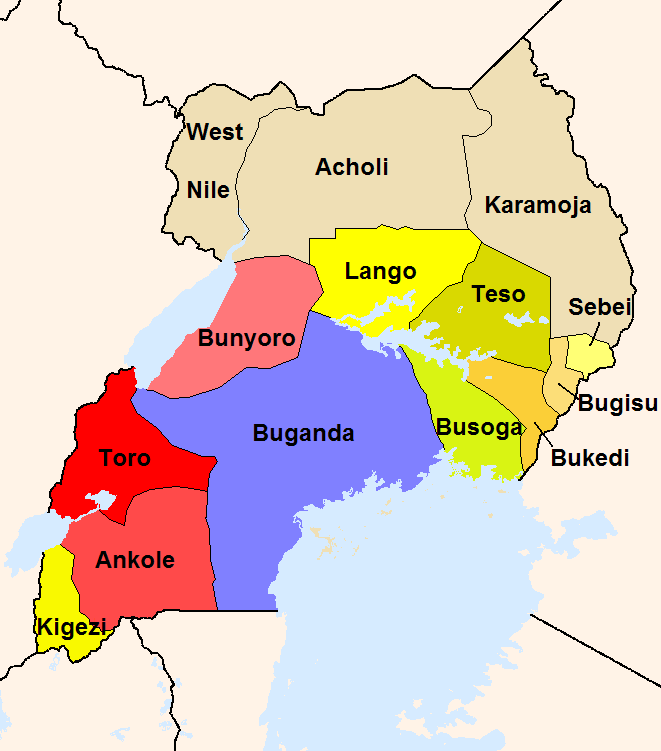
Administration britannique du Protectorat de l'Ouganda

Le protectorat de l’Ouganda (en anglais : Uganda Protectorate) est un protectorat établi par l’Empire britannique sur l’Ouganda de 1894 à 1962.
En 1893, la Compagnie britannique impériale d'Afrique de l'Est transmet ses droits d’administration sur le territoire constitué essentiellement du royaume Buganda au gouvernement britannique. 
L’année suivante, le protectorat est instauré et son territoire étendu au-delà des frontières du Buganda, dans des frontières correspondant globalement à l’actuel Ouganda.

## Fondation
Le statut de protectorat est moins incisif que celui de colonie et laisse davantage d’autonomie à l’administration locale. L’économie du pays n’en fut pas moins dramatiquement affectée, notamment parce que l’une des principales préoccupations des autorités britanniques était financière. Une mutinerie éclata en 1897, qui ne fut maîtrisée que grâce à l’importation à grand frais d’unités de l’Armée des Indes britanniques. En 1900, le nouveau commissaire, Srir Harry H. Johnston, reçut l’ordre d’établir une administration efficace et de lever des impôts aussi rapidement que possible. Il entreprit alors de proposer aux chefs ougandais des postes au sein de l’administration coloniale en échange de leur collaboration.
Ces derniers étaient toutefois plus intéressés à préserver l’indépendance de leur pays et d’assurer la continuité de la lignée royale des kabakas tout en conservant la propriété de terres pour eux-mêmes et leurs alliés. D’ardues négociations s’ensuivirent à l’issue desquelles ils obtinrent pratiquement tout ce qu’ils demandaient, dont la moitié des terres du pays. La part attribuée au Royaume-Uni en tant que “terres de la couronne” s’avéra être largement composée de marécages et de terres infertiles.
L’accord passé en 1900 par Johnston avec le Buganda imposa une taxe sur les huttes et les armes à feu, à charge des chefs de les collecter, et scella l’alliance des intérêts communs entre la Grande-Bretagne et le Buganda. Les traités signés avec les autres royaumes (Toro la même année, Ankole l’année suivante et Bunyoro en 1933) étaient bien moins généreux en termes de partage du territoire. Les petites chefferies du Busoga furent ignorées.

## Administration bugandaise
Les Baganda proposèrent rapidement aux Britanniques leurs services administratifs quant à leurs voisins récemment conquis, une offre que l’administration coloniale trouva séduisante au vu de ses préoccupations économiques. Les agents baganda se mirent à essaimer pour lever des taxes et organiser le travail dans les territoires de Kigezi, Mbale et Bunyoro, ce qui n’est pas allé sans résistance de la part des sujets de ce sous-impérialisme.
Les Baganda imposèrent leur langue, le luganda, ainsi que leur vêtement, le kanzu, comme les seules formes de civilisation admissible. Ils se livrèrent également au prosélytisme, tentant de convertir les populations à leur forme de christianisme ou d’islam. Dans certaines régions, cela eut pour effet de favoriser leurs rivaux religieux – les catholiques ont pu, par exemple, gagner des conversions là où l’oppression était associée à un chef muganda protestant.
Les Banyoros, qui avaient combattu à la fois les Britanniques et les Buganda, et qui ne supportaient plus de voir ces derniers leur donner des ordres, lever des impôts et imposer du travail non payé, se rebellèrent en 1907 dans un mouvement appelé nyangire, qui signifie «refus», et obtinrent le retrait des agents baganda.
Entretemps, en 1901, la fin de la construction du chemin de fer entre Mombasa et le port de Kisumu sur le lac Victoria incita les autorités coloniales à encourager l’agriculture commerciale pour aider à assumer les coûts de fonctionnement de la liaison. L’année suivante, la partie orientale du protectorat ougandais fut transférée à la colonie kényane, alors appelée Protectorat d'Afrique de l'Est, pour conserver l’intégralité de la ligne sous la même administration coloniale. Dans un souci de justifier et d’endiguer les dépassements de frais au Kenya, les Britanniques encouragèrent l’installation de nombreuses familles européennes sur une vaste zone qui allait devenir un pôle agricole connu sous le nom de White Highlands.
En Ouganda, au contraire, la production agricole resta largement dans les mains des populations locales. Le coton était l’une des cultures les plus prisées à la suite de la pression de la British Cotton Growing Association, qui rassemblait des fabricants de textiles et qui pressait les colonies de fournir de la matière première aux filatures anglaises. Le Buganda, idéalement situé sur les rives du lac, bénéficia de cette culture et ses chefs comprirent rapidement les profits qu’ils pourraient en tirer. En 1905, la valeur du coton exporté se montait à 200 £, contre 1 000 £ l’année suivante, 11 000£ en 1907 et 52 000£ en 1908. En 1915, l’exportation avait atteint 369 000£ et la Grande-Bretagne put cesser de subventionner l’administration coloniale en Ouganda.
Les revenus générés par le coton rendirent le royaume buganda relativement prospère en regard du reste de l’Ouganda. Les Baganda qui en profitaient utilisèrent leurs nouveaux revenus pour agrandir leurs maisons, acheter des véhicules et dispenser une éducation occidentale à leurs enfants. Les missionnaires chrétiens enseignaient la lecture et les convertis au christianisme apprirent rapidement à lire et à écrire. En 1911, deux journaux Ebifa («Nouvelles») et Munno («Votre ami») étaient publiés chaque mois en luganda. Cinq écoles formaient les jeunes étudiants dont les mieux classés étaient assurés de se voir proposer un poste au gouvernement ou dans l’administration par le chef du gouvernement local, Sir Apolo Kaggwa.
Deux traits saillants de la vie politique bugandaise subsistèrent à l’époque coloniale : le clientélisme, qui voyait les jeunes officiers s’attacher à des haut-gradés plus âgés, et les conflits générationnels, à l’issue desquels les jeunes générations tentaient de renverser leurs aînés afin de prendre leurs postes. Après la Première Guerre mondiale, les jeunes aspirants aux plus hautes charges du royaume se montrèrent impatients vis-à-vis d’un Apolo Kaggwa vieillissant, qui manquait de nombreuses compétences que les plus jeunes avaient acquises sur les bancs des écoles coloniales. Rassemblés au sein de la Young Baganda Association, fondée en 1919 par Z. K. Sentongo, les membres de la jeune génération se fédérèrent derrière le jeune kabaka, Daudi Chwa, leader symbolique et indirect du royaume. Ce dernier n’obtint toutefois jamais de réel pouvoir politique et il mourut à l’âge de 43 ans, à l’issue d’un règne court et peu fructueux.

## Des années 1920 à l’indépendance
Les officiers coloniaux britanniques s’avérèrent des soutiens politiques plus efficaces que Daudi Chwa. Ils appréciaient les compétences des jeunes diplômés ainsi que leur maîtrise de l’anglais et s’occupèrent à faire avancer leurs carrières. Après la guerre, un groupe d’anciens officiers militaires britanniques, réaffectés comme commissaires de districts, accusèrent Apolo Kaggwa d’être inefficace, d’abuser de son pouvoir et de négliger de tenir la comptabilité de son territoire.
Kaggwa démissionna en 1926, à peu près à la même période qui vit le remplacement de tout un groupe de vieux chefs baganda par une nouvelle génération d’officiers. Le trésor bugandais fut également audité cette année pour la première fois. Bien qu’elle ne se définît pas comme une association nationaliste, la Young Baganda Association affirma représenter l’insatisfaction du peuple vis-à-vis de l’ordre ancien. Toutefois, à peine le changement générationnel opéré, leurs objections quant aux privilèges associés au pouvoir cessèrent et la politique ougandaise ne changea pas fondamentalement de visage.
Les membres des classes laborieuses, qui travaillaient sur les plantations cotonnières des élites, n’entendaient pas rester serviles et achetèrent petit à petit des terrains à leurs employeurs. Ce mouvement de fragmentation des terres fut encouragé par l’administration britannique, qui, à partir de 1927, limita les loyers et les heures de travail obligatoire que les gros propriétaires pouvaient exiger de leurs métayers. L’oligarchie qui avait émergé de l’accord bugandais de 1900 déclina et la production agricole connut une certaine transition vers des petits propriétaires, qui continuèrent à cultiver le coton en lui ajoutant le café comme cultures d’exportation.
Contrairement au Tanganyika, dévasté par les combats entre l’Allemagne et le Royaume-Uni dans le cadre de la campagne d'Afrique de l'Est, l’Ouganda vit son agriculture prospérer. Une fois dépassées les pertes démographiques engendrées par la conquête britannique et par une épidémie de maladie du sommeil entre 1900 et 1906, la population se remit à augmenter rapidement. Même la Grande Dépression des années 1930 sembla affecter moins sévèrement les petits propriétaires ougandais que les gros producteurs européens du Kenya. Pendant quelques années, ils se tournèrent vers des productions de subsistance avant que l’inflation ne rende la culture de biens d’exportation à nouveau rentable.
Deux sujets demeurèrent des sources d’insatisfaction tout au long des années 1930 et 1940. Le gouvernement colonial régula strictement l’achat et la transformation des produits de l’agriculture de rente, fixant les prix et réservant les rôles d’intermédiaires aux Asiatiques, considérés comme plus efficaces. Britanniques et Asiatiques repoussèrent fermement les tentatives africaines de se charger de l’égrenage du coton. De plus, les Asiatiques possédant les plantations de sucre développées dans les années 1920 se mirent à employer de plus en plus de main d’œuvre originaire de régions périphériques du protectorat, voire de l’extérieur de ce dernier.
Le fonctionnement du régime colonial est peu à peu critiqué par des membres haut-placés de l'administration. C'est le cas du gouverneur Charles Dundas, qui écrit en 1942 au Colonial office que « la dictature ne peut être perpétuée indéfiniment sans que ce soit nous, et non les Africains, qui apparaissent comme attardés ».

## Transition vers l’indépendance
En 1949, des révoltes buganda éclatèrent et les émeutiers mirent le feu aux maisons des chefs probritanniques. Leurs revendications étaient de trois ordres : le droit de passer outre au contrôle gouvernemental des prix sur les exportations de coton, la fin du monopole asiatique sur l’égrenage du coton et le droit d’élire leurs propres représentants au gouvernement à la place des ministres nommés par les Britanniques. Ils étaient également très critiques à l’égard du jeune kabaka, Frederick Walugembe Mutesa II, pour son absence de réponse aux préoccupations de son peuple. Le gouverneur britannique, Sir John Hall, considéra la révolte comme l’œuvre d’agitateurs d’inspiration marxiste et rejeta les réformes demandées. Les émeutes furent mises sur le compte de l’Union ougandaise des fermiers africains, fondée en 1947 par I. K. Musazi, et qui fut dès lors bannie par l’administration britannique. Le Congrès national de l’Ouganda, fondé par le même Musazi, la remplaça en 1952 mais demeura un groupe de discussion informel sans se constituer en véritable parti politique et fut dissout à peine deux ans après sa constitution.
Pendant ce temps, le Royaume-Uni se préparait à la transition vers l’indépendance du pays. Son retrait de l’Inde et du Pakistan, la montée des nationalismes en Afrique de l’Ouest et l’apparition d’une philosophie plus libérale au sein du Bureau colonial parlaient en faveur de l’autodétermination. Ces tendances s’incarnèrent en 1952 en la personne d’un nouveau gouverneur, Sir Andrew Cohen, précédemment sous-secrétaire aux affaires africaines au Bureau colonial, empreint d’un désir de réformes. Il élimina les obstacles à l’égrenage du coton par les locaux, abolit les discriminations à l’encontre du café, encouragea la fondation de coopératives et fonda la Corporation pour le développement de l’Ouganda dans le but de promouvoir et financer de nouveaux projets. Sur le plan politique, il réorganisa le Conseil législatif, qui consistait alors d’une sélection de groupes d’intérêt guère représentative de la société ougandaise et uniquement axée sur la communauté européenne, pour inclure des représentants locaux élus par les districts du pays. Le futur parlement devait se baser sur ce système.
La perspective d’élections fit soudainement proliférer les partis politiques, ce qui inquiéta l’arrière-garde des leaders des différents royaumes composant le protectorat, car ils commençaient à réaliser que le pouvoir allait désormais s’organiser au niveau national. Un discours d’Andrew Cohen à Londres en 1953, à l’occasion duquel il mentionna l’éventualité d’une fédération rassemblant les trois territoires de la Couronne en Afrique de l’est, soit le Kenya, l’Ouganda et le Tanganyika, déclencha de fortes oppositions à ses réformes.
Les Ougandais savaient que dans la Fédération de Rhodésie et du Nyassaland, qui regroupait les futurs États du Zimbabwe, de la Zambie et du Malawi, était largement dominée par les gros propriétaires terriens blancs et ils craignaient de se retrouver sous la domination des colons du Kenya. Leur confiance en leur gouverneur s’évanouit alors qu’ils tentait de les convaincre de sacrifier le statut particulier du Buganda devrait être sacrifié pour les intérêts d’un nouvel État-nation bien plus grand.
Mutesa II, que ses sujets considéraient comme largement désintéressé du bien-être de son peuple, refusa de coopérer au plan de Cohen visant à l’intégration du Buganda. Il demanda au contraire la séparation de son royaume du reste du protectorat et son transfert vers la juridiction du Bureau des affaires étrangères. Cohen répondit à ces requêtes en l’exilant à Londres, ce qui en fit un martyr aux yeux de ses sujets et déclencha une série de révoltes. Le gouverneur ne trouva plus aucun soutien auprès de la population locale et, après deux ans d’hostilités et d’obstructions, fut forcé de consentir au retour du roi.
Les négociations aboutissant au retour du kabaka eurent des conséquences similaires à celles qu'avait connues le commissaire Johston en 1900: bien qu'officiellement satisfaisante pour les Britanniques, elles apparurent largement victorieuses aux Baganda. En échange de son retour sur le trône, Cohen s'assura de l'engagement du kabaka à ne pas s'opposer à l'indépendance dans le cadre d'un État plus grand. Le monarque obtint par ailleurs le droit de nommer et de licencier ses ministres au lieu de n'être qu'une figure symbolique.
Le nouveau pouvoir du kabaka fut faussement présenté comme celui d'un simple roi constitutionnel alors qu'il était investi d'un rôle capital dans la manière dont l'Ouganda serait désormais gouverné. Ses partisans, conservateurs, loyaux envers le Buganda traditionnel et favorable à un Ouganda indépendant uniquement si ce dernier serait gouverné par le kabaka, se réunirent sous l'appellation "Amis du roi". Ses opposants ainsi que tous ceux qui ne partageaient pas ce point de vue furent désignés comme "Ennemis du roi" et bannis de la scène politique.
Les baganda de confession catholique formaient la principale force d'opposition au sein du Buganda et fondèrent leur propre parti, le Parti démocratique (PD), présidé par Benedicto Kiwanuka. De nombreux catholique se sentaient en effet exclus de l'établissement du Buganda, largement dominé par les protestants, confession que le kabaka était tenu d'embrasser.
Ailleurs en Ouganda, l'émergence du kabaka en tant que force politique rencontra immédiatement une forte hostilité. Les partis politiques et groupes d'intérêts locaux étaient divisés par de profondes rivalités mais avaient en commun le refus de se voir dominés par le Buganda. En 1960, un leader politique d'origine lango, Milton Obote, fonda un nouveau parti, le Congrès du peuple ougandais (CPO), comme une coalition de tous les opposants non catholiques à l'hégémonie buganda.
Lors la Conférence de Londres de 1960, il était devenu clair que l'autonomie du Buganda et un gouvernement fort et centralisé étaient incompatibles mais, faute de compromis, la décision quant à la forme du futur gouvernement fut repoussée. Les Britanniques annoncèrent des élections pour mars 1961 dans le but de constituer un "gouvernement responsable", l'avant-dernier stade avant l'indépendance formelle.
Au Buganda, les Amis du roi appelèrent à un boycott total des élections à la suite de leur échec à garantir leur future autonomie. En conséquence, lorsque les électeurs se rendirent aux urnes pour élire 82 députés à l'Assemblée nationale, au Buganda, seuls les catholiques bravèrent de sévères pressions publiques pour aller voter et le Parti démocratique remporta 20 des 21 sièges alloués au Buganda. Cela lui assura également la majorité relative au niveau national, bien qu'il ne totalisait que 416 000 voix, contre 495 000 pour le CPO. Benedicto Kiwanuka devint le nouveau Premier ministre de l'Ouganda.
Choqués par les résultats, les séparatistes baganda, réunis au sein du parti Kabaka Yekka, réfléchirent à la pertinence de leur politique de boycott. Ils accueillirent favorablement la proposition britannique d'un gouvernement fédéral, qui leur assurerait une forme d'autonomie interne s'ils consentaient à prendre part au gouvernement national.
De son côté, le CPO s'affairait à éjecter du gouvernement ses rivaux du PD avant de se retrouver mis en minorité par ces derniers. Obote passa un accord avec le roi et ses partisans, acceptant un régime fédéral et même le droit pour le roi de nommer ses représentants à l'Assemblée nationale, en échange d'une alliance stratégique pour le PD. Le kabaka se vit également promettre un poste protocolaire de chef de l'État, symbole capital aux yeux des Badanga.
Ce mariage de convenance mena inexorablement à la défaite du PD. À la suite des élections finales d'avril 1962 menant à l'indépendance, l'Assemblée nationale ougandaise consistait de 43 membres du CPO, 24 membres de Kabaka Yakka et 24 membres du PD. La nouvelle coalition CPO-KY mena l'Ouganda à l'indépendance en octobre 1962, avec Obote comme Premier ministre, et le kabaka comme président l'année suivante.